# Nander
Nander (hindi नांदेड़, trl. Nāṁdeṛ) – miasto w środkowych Indiach, w środkowo-południowej części stanu Maharasztra, w dystrykcie Nander, około 470 km w linii prostej na wschód od stolicy stanu – Mumbaju. Jest siedzibą administracyjną dystryktu. W 2001 zajmowało powierzchnię 51,76 km².
W 2011 miasto zamieszkiwało 550 439 osób. Mężczyźni stanowili 51,9% populacji, kobiety 48,1%. Umiejętność pisania posiadało 85,93% mieszkańców w przedziale od siedmiu lat wzwyż, przy czym odsetek ten był wyższy u mężczyzn – 90,58%. Wśród kobiet wynosił 80,95%. Dzieci do lat sześciu stanowiły 6,86% ogółu mieszkańców miasta. W strukturze wyznaniowej przeważali hinduiści – 48,06%. Islam deklarowało 33,59%; 15,35% liczyła społeczność buddystów, 2,00% sikhów, 0,53% dźinistów, 0,29% chrześcijan. Około 23% mieszkańców miasta żyło w slumsach.
Miasto leży po obu stronach rzeki Godawari. Część Nander położona nad lewym brzegiem rzeki zajmuje powierzchnię 20,62 km², część prawobrzeżna – 30,14 km². W latach 80. największe znaczenie dla gospodarki miasta miał przemysł włókienniczy, związany z obecnością dużych przedsiębiorstw, takich jak: Osmaan Shahi Textile Millls (później pod nazwą Nanded Textile Mills Corporation), Cotton Research Center oraz Textile Corporation of Nanded. Nanded Textile Mills Corporation w tym czasie zapewniał zatrudnienie około 10 000 osób. Wraz z zakończeniem działalności przez te podmioty rozwinął się sektor usług, zwłaszcza handel, a w następnej kolejności usługi edukacyjne, turystyczne, medyczne i transportowe.